# スーザン・マクダウェル・エイキンズ
スーザン・ハンナ・マクダウェル・エイキンズ（Susan Hannah Macdowell Eakins、1851年9月21日 - 1938年12月27日）はアメリカ合衆国の画家である。実写主義の画家・写真家・彫刻家のトマス・エイキンズと結婚した。

## 略歴
フィラデルフィアに生まれた。父親のウィリアム・H・マクダウェルは進歩的な思想をもつ版画家、写真家、画家であった。自由な環境で育ち、絵に興味を持った、スーザンと妹のエリザベスには絵を描くためのスタジオが与えられた。スーザンはピアノも巧みに弾いた。
25歳になった1876年に画廊でトマス・エイキンズの作品『グロス・クリニック』を見たのがトマス・エイキンズと知り合うきっかけとなった 。解剖学の授業の様子を描いた『グロス・クリニック』は論議を呼んでいた作品であったが、スーザンは、この絵を見て、トマス・エイキンズに絵を習おうと決意した 。トマス・エイキンズが教えるペンシルベニア美術アカデミーに入学し、6年間学んだ。この当時ペンシルベニア美術アカデミーはアメリカでも有数の美術学校で、この学校では、メアリー・カサットやセシリア・ボー、エミリー・サーテイン、アリス・バーバー・スティーブンスといったアメリカの女性画家のパイオニアたちが学ぶことになった。スーザンはエイキンズに学び、写実的なスタイルを身につけ、1879年にはペンシルベニア美術アカデミーの展覧会に出展した最も優れた女性芸術家に送られるメアリー・スミス賞（Mary Smith prize）の第1回の受賞者となった。
1884年にトマス・エイキンズと結婚した。トマスが教師であった時も、1886年にトマスが女生徒に男性ヌードを描かせたとして美術学校を解雇された後も、トマスを支えた。それぞれ家の中に別のスタジオが作られたが、結婚後はスーザンの絵を描く機会は減少した。夫が写真の分野に興味を持つと、スーザンもその情熱を共有した。1898年にフィラデルフィア写真サロンの会員になり、サロンに作品を出展した。
トマスとの間に子供はできなかった。1916年にトマスが没した後、精力的に作品を描くようになった。1938年に没した。

## 作品

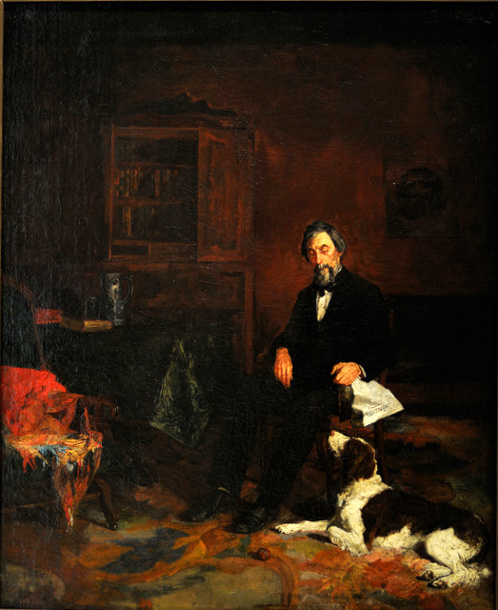
「紳士と犬」(1878)
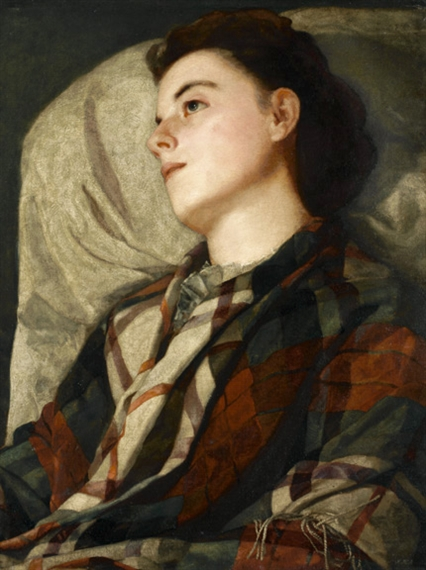
Woman in a Plaid Shawl(1872)
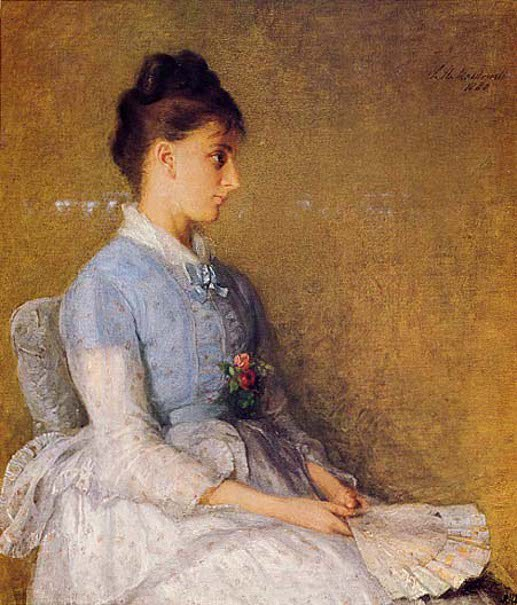
Woman Seated (1880)
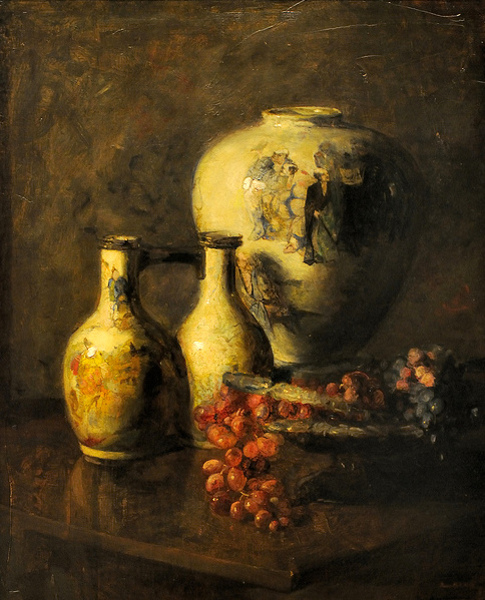
静物画